# Guillaume Vilaceca
Pas d'image ? Cliquez ici

a Compétitions nationales et continentales officielles uniquement.

Dernière mise à jour le 19 juillet 2022.
Guillaume Vilaceca, né le 7 novembre 1983 à Perpignan, est un joueur de rugby à XV français. Il joue l'intégralité de sa carrière professionnelle au sein de l'effectif de l'USA Perpignan, évoluant au poste de deuxième ligne.
Lors de la saison 2014-2015, il est nommé capitaine de l'USA Perpignan.

## Carrière
En juin 2011, il participe à la tournée des Barbarians français en Argentine pour jouer deux matchs contre les Pumas. Les Baa-Baas s'inclinent 23 à 19  à Buenos Aires puis l'emportent 18 à 21 à Resistencia.
Après avoir été l'entraîneur de l'équipe Crabos, puis des espoirs de l'USAP, Vilaceca devient à partir de la saison 2022-2023 entraîneur adjoint responsable des avants de l'effectif senior du club aux côtés de Perry Freshwater.

### En club
- 2005-2007: Céret
- 2007-2017: USA Perpignan

## Palmarès
Avec l'USA Perpignan
- Championnat de France :
  - Champion (1) : 2009
- Champion de France espoirs en 2021.

Avec le Comité du Roussillon pendant qu'il évolue à Céret
- Championnat de France des régions :
  - Champion (2) : 2006 et 2007